# Dozamet Nowa Sól
Dozamet Nowa Sól – polski klub piłkarski z siedzibą w Nowej Soli, powstały w 1946 roku. Do 1950 r. nosił nazwę Odlew, a jego zakładem patronackim były Dolnośląskie Zakłady Metalurgiczne. Występuje w rozgrywkach czwartej ligi lubuskiej .

## Historia klubu
Klub powstał wiosną 1946 roku. Jeden z pierwszych meczów, zespół nowosolski rozegrał w kwietniu tego roku z drużyną MKS Wrocław, przegrywając 0:6. Zgodnie z podziałem administracyjnym do 1950 r. Nowa Sól wchodziła w skład województwa wrocławskiego, a zespoły z południowej części dzisiejszego województwa lubuskiego (także z Żar i Kożuchowa), rywalizowały w rozgrywkach organizowanych przez Wrocławski Okręgowy Związek Piłki Nożnej. Zarówno w 1947, jak i w 1948 r. Odlew stawał przed szansą awansu do A klasy. W sierpniu 1947 r. przegrał w decydującym, finałowym spotkaniu, rozgrywanym na wrocławskim stadionie olimpijskim z KKS Burza Wrocław 1:5 (0:3). Wcześniej pokonał 4:0 zespół Żydowskiego Klubu Sportowego Wałbrzych. Rok później rywalizował w grupie finałowej wraz z Wolnością Legnica, Mieszko Wałbrzych i WUZ-em Wrocław, zajmując trzecią lokatę. 
W dniu 2 października 1957 r. z połączenia Stali i Odry Nowa Sól utworzono Zakładowy Klub Sportowy Polonia. Prezesem został Orłowski, wiceprezesami: Cichy, Guć, Organiściak, sekretarzem Holender, skarbnikiem Kowalski. Oprócz piłki nożnej w klubie istniały sekcje: boks, tenis ziemny, lekkoatletyka i kolarstwo.  
Dozamet dwukrotnie grał w II lidze - od 1985 do 1987 r. Ówczesny skład drużyny: Adam Grzyb, Zbigniew Gurgacz, Wiesław Trojanowski, Henryk Kaim, Bogusław Pawlaczyk, Krzysztof Chudzik, Rober Salamończyk, Jerzy Benke, Leszek Łoszkowski, Mirosław Fabiszewski, Marek Jóźwiak, Alfred Biczyk, Rafał Blumke, Bernard Błach, Jacek Dorociak, Eugeniusz Matkowski, Ireneusz Połoński, Romuald Wojno, Zbigniew Karolak, Bogdan Klikuszowian, Waldemar Kołodziej, Wojciech Krzyśków, Mirosław Liszka, Ryszard Majka, Mirosław Morawski, Janusz Porębski, Mieczysław Sobczak, Tomasz Kakała, Grzegorz Ulita, jak również przez kilka miesięcy Mirosław Bulzacki.  
W sezonie 2022/2023 reaktywowano drugi zespół, który po pierwszym sezonie awansował z klasy B do klasy A, a w sezonie 2024/2025 awansowali do klasy okręgowej. 
Historyczne nazwy:
- marzec 1946–1950: RKS Odlew
- 1950–1957: ZKS Stal
- 1957–1971: ZKS Polonia (fuzja Stali i Odry Nowa Sól)
- 1971–1993: ZKS Dozamet
- 1993–1995: MKS Polonia
- 1995–2021: MKP Arka
- 2021–2023: KS Dozamet
- 2023– : KS Dozamet Connector

## Sukcesy
- 12. miejsce w II lidze – 1985/86
- 1/16 finału Pucharu Polski – 1956/57, 1969/70
- Puchar Polski OZPN Zielona Góra – 1956, 1968/69, 1977/78, 1979/80, 1991/92, Lubuski ZPN – 2004/05, 2005/06, 2009/10[1]

## Stadion
Dozamet mecze rozgrywa na Miejskim Stadionie Sportowym przy ul. 1 Maja w Nowej Soli. Dane techniczne obiektu:
- pojemność: 2000 miejsc (1000 siedzących)
- oświetlenie: brak
- wymiary boiska: 99 m x 66 m

## Sezon po sezonie
Sezon po sezonie Dozametu Nowa Sól
- 1946: b.d.
- 1947: Klasa B
- 1948: Klasa B
- 1949: Klasa B
- 1950: 8. miejsce w Klasie A.
- 1951: Klasa A
- 1952: Klasa A
- 1953: 1. miejsce w Klasie A.
- 1954: Klasa A.
- 1955: 9. miejsce w Klasie MW.
- 1956: Klasa A
- 1957: 2. miejsce w Klasie Okręgowej.
- 1958: 4. miejsce w Klasie Okręgowej.
- 1959: 8. miejsce w Klasie Okręgowej.
- 1960: 11. miejsce w Klasie Okręgowej.
- 1960/1961: 1. miejsce w Klasie A.
- 1961/1962: 6. miejsce w Klasie Okręgowej.
- 1962/1963: 7. miejsce w Klasie Okręgowej.
- 1963/1964: 6. miejsce w Klasie Okręgowej.
- 1964/1965: 11. miejsce w Klasie Okręgowej.
- 1965/1966: 1. miejsce w Klasie A.
- 1966/1967: 1. miejsce w Klasie Okręgowej.
- 1967/1968: 16. miejsce w III lidze.
- 1968/1969: 2. miejsce w Klasie Okręgowej.
- 1969/1970: 8. miejsce w Klasie Okręgowej.
- 1970/1971: 8. miejsce w Klasie Okręgowej.
- 1971/1972: 5. miejsce w Klasie Okręgowej.
- 1972/1973: 2. miejsce w Klasie Okręgowej.
- 1973/1974: 2. miejsce w Lidze Wojewódzkiej.
- 1974/1975: 4. miejsce w Lidze Wojewódzkiej.
- 1975/1976: 3. miejsce w Lidze Wojewódzkiej.
- 1976/1977: 13. miejsce w III lidze.
- 1977/1978: 1. miejsce w Klasie Okręgowej.
- 1978/1979: 5. miejsce w III lidze.
- 1979/1980: 7. miejsce w III lidze.
- 1980/1981: 3. miejsce w III lidze.
- 1981/1982: 7. miejsce w III lidze.
- 1982/1983: 6. miejsce w III lidze.
- 1983/1984: 4. miejsce w III lidze.
- 1984/1985: 1. miejsce w III lidze.
- 1985/1986: 12. miejsce w II lidze.
- 1986/1987: 13. miejsce w II lidze.
- 1987/1988: 7. miejsce w III lidze.
- 1988/1989: 7. miejsce w III lidze.
- 1989/1990: 8. miejsce w III lidze.
- 1990/1991: 4. miejsce w III lidze.
- 1991/1992: 2. miejsce w III lidze.
- 1992/1993: 8. miejsce w III lidze.
- 1993/1994: 9. miejsce w III lidze.
- 1994/1995: 18. miejsce w III lidze.
- 1995/1996: IV liga.
- 1996/1997: IV liga.
- 1997/1998: 1. miejsce w IV lidze.
- 1998/1999: 16. miejsce w III lidze.
- 1999/2000: 3. miejsce w IV lidze.
- 2000/2001: 2. miejsce w IV lidze w grupie lubuskiej.
- 2001/2002: 2. miejsce w IV lidze w grupie lubuskiej.
- 2002/2003: 11. miejsce w IV lidze w grupie lubuskiej.
- 2003/2004: 1. miejsce w IV lidze w grupie lubuskiej.
- 2004/2005: 9. miejsce w III lidze w grupie III.
- 2005/2006: 11. miejsce w III lidze w grupie III.
- 2006/2007: 15. miejsce w III lidze w grupie III.
- 2007/2008[10]: 13. miejsce w III lidze w grupie III.
- 2008/2009: 12. miejsce w III lidze w grupie dolnośląsko-lubuskiej.
- 2009/2010: 8. miejsce w III lidze w grupie dolnośląsko-lubuskiej.
- 2010/2011: 11. miejsce w III lidze w grupie dolnośląsko-lubuskiej.
- 2011/2012: 14. miejsce w III lidze w grupie dolnośląsko-lubuskiej.
- 2012/2013: 11. miejsce w IV lidze w grupie lubuskiej.
- 2013/2014: 6. miejsce w IV lidze w grupie lubuskiej.
- 2014/2015: 10. miejsce w IV lidze w grupie lubuskiej.
- 2015/2016: 3. miejsce w IV lidze w grupie lubuskiej.
- 2016/2017: 12. miejsce w IV lidze w grupie lubuskiej.
- 2017/2018: 11. miejsce w IV lidze w grupie lubuskiej.
- 2018/2019: 13. miejsce w IV lidze w grupie lubuskiej.
- 2019/2020: 1. miejsce w klasie okręgowej w grupie Zielona Góra.
- 2020/2021: 16. miejsce w IV lidze w grupie lubuskiej.
- 2021/2022: 6. miejsce w klasie okręgowej w grupie Zielona Góra.
- 2022/2023: 4. miejsce w klasie okręgowej w grupie Zielona Góra.
- 2023/2024: 1. miejsce w klasie okręgowej w grupie Zielona Góra.